# Ale czad!
Ale czad! (ang. Fired Up!) – amerykański film komediowy z 2009 roku.

## Treść
Shawn Colfax i Nick Brady są uczniami szkoły średniej Geralda R. Forda. Obaj grają w szkolnej drużynie futbolowej, ale bardziej niż sportem interesują się zaliczaniem kolejnych dziewczyn. Nie chcąc spędzić kolejnych wakacji na obozie futbolowym, wpadają na pomysł, by wybrać się na obóz cheerleaderek. Liczą na dobrą zabawę w towarzystwie pięknych dziewcząt.  Sytuacja komplikuje się, gdy Shawn zakochuje się w szefowej cheerleaderek – Carly. Jednak Carly nie darzy go zaufaniem uważając go za podrywacza.

## Obsada
- Eric Christian Olsen – Nick Brady
- Nicholas D’Agosto – Shawn Colfax
- Sarah Roemer – Carly
- Jake Sandvig – Downey
- Juliette Goglia – Poppy Colfax